# Édouard-Félix Guyon
Édouard-Félix Guyon (* 24. Februar 1902 in Paris; † 17. August 1993 in Nizza) war ein französischer Diplomat, zuletzt im Rang eines Botschafters.

## Leben
Édouard-Félix Guyon studierte an der École libre des sciences politiques in Paris und trat 1927 in den auswärtigen Dienst ein. Von 1927 bis 1932 war er Attaché in Prag. Von 1932 bis 1936 diente er in der Zentrale des Ministeriums am Quai d’Orsay. Von 1936 bis zum Kriegsbeginn am 1. September 1939 war er Botschaftssekretär in Warschau. Er verließ Warschau mit der polnischen Regierung und wurde Botschaftssekretär Erster Klasse in Bukarest. Später wurde er vom Vichy-Regime abberufen und wurde Leiter des Generalsekretariats des französischen Außenministeriums. Ab 1942 hatte er engen Kontakt mit dem Französischen Komitees für die Nationale Befreiung in Algier. Er gehörte zu einer Verbindungsgruppe zwischen Frankreich und Algier, das die Basis für das französische Außenministerium ab 1945 bildete. Er war Mitglied der französischen Delegation zur Konferenz von San Francisco. Im November 1945 wurde er an die Botschaft in Bern versetzt. Von 1946 bis 1949 war er Ministre plénipotentiaire in Bern. Von 11. Juni 1949 bis 24. November 1952 war er Botschafter in Tel Aviv. Von 30. März 1949 bis 17. September 1957 war er Botschafter in Montevideo. Von 16. September 1957 bis 7. April 1962 war er Botschafter in Luxemburg.